# Muizentrappetje

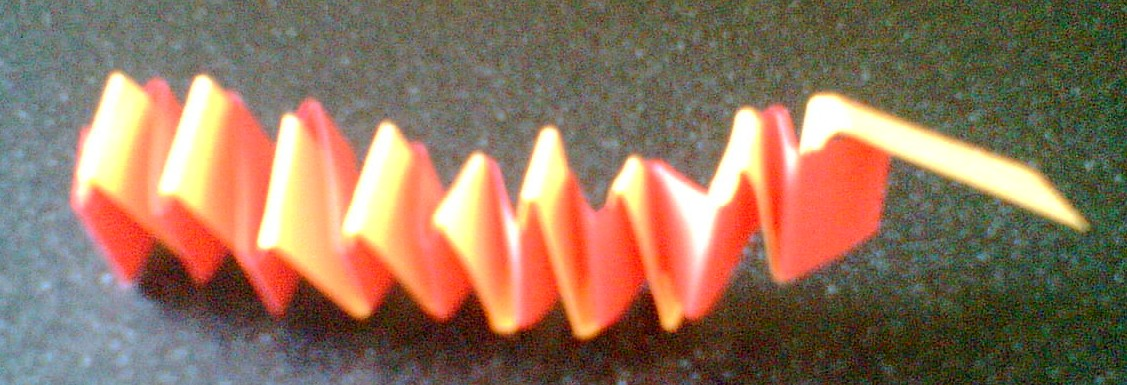
Muizetrappetje van rood/oranje papier

Een muizentrappetje is een knutselwerkje voor jonge kinderen. Het wordt gemaakt van twee stroken papier, het liefst gekleurd. De twee stroken papier worden eerst met een uiteinde loodrecht op elkaar gelegd, en vervolgens om en om over elkaar heen gevouwen. Het resultaat is een op een harmonica lijkende tube. Het kan gebruikt worden als versiering of als lijfje voor een knutselrups.